# Marta Valdés
Marta Emilia Valdés González (* 6. Juli 1934 in Havanna; † 3. Oktober 2024 ebenda) war eine kubanische Singer-Songwriterin, Gitarristin und Musikkritikerin.

## Leben und Werk
Valdés studierte Gitarre bei Francisqueta Vallalta, Leopoldina Núñez und Vicente González und besuchte Kurse am Seminario de Música Popular. 1955 entstand ihr erster Song Palabras. No es preciso war ihr erster Titel, der aufgenommen wurde; Fernando Álvarez sang ihn im Jahr 1957. Zur gleichen Zeit nahm Vicentino Valdés den Titel En la imaginación auf, den ersten einer langen Reihe von Boleros wie Deja que siga sola, Tú dominas und No hagas caso. Ihre Songs wurden in der Folge von Musikern wie Elena Burke, Bola de Nieve, Doris de la Torre und Cheo Feliciano gesungen.
Daneben komponierte Valdés auch mehrere Schauspielmusiken und veröffentlichte Bücher über die Volksmusik in Kuba. Für den deutsch-kubanischen Spielfilm Preludio 11 schrieb sie die Filmmusik. Als Interpretin trat sie bei Festivals und Konzerten u. a. in Spanien, Kanada, Mexiko, der Dominikanischen Republik, Kolumbien, Venezuela und Brasilien auf.
Die CD Elena Burke canta a Marta Valdés wurde mit der Síncopa de Plata ausgezeichnet. Beim Nationalen Musikwettbewerb der UNEC 1985 erhielt Valdés für die Musik zu Joaquín Lorenzo Luaces’ Stück El becerro de Oro den Preis für die beste Schauspielmusik. 1986 wurde sie beim Festival de Teatro de Camaguey für ihre Musik zu Federico García Lorcas Stück La zapatera prodigiosa ausgezeichnet. 2007 erhielt sie für ihr Gesamtwerk den Nationalpreis für Musik.
Marta Valdés starb im Oktober 2024 im Alter von 90 Jahren in ihrer Heimatstadt Havanna.

## Diskographie
- Música de Marta Valdés
- Doce Boleros Míos
- Nuestra Canción

## Schriften
- El arreglo para guitarra y voz en la canción popular, 1994
- Cancionero propio, 1995
- Donde vive la música, 2004